# Cupressus guadalupensis
Cupressus guadalupensis là một loài thực vật hạt trần trong họ Cupressaceae. Loài này được S.Watson mô tả khoa học đầu tiên năm 1879.